# Thyholm
Thyholm er en halvø, der udgør den sydligste del af Thy og ligger i Limfjorden nord for Struer. Thyholm er forbundet med Nørrejyske Ø og resten af Thy via den smalle landtange Draget. Mod syd fører Oddesundbroen til resten af Jylland, og mod øst danner en dæmning forbindelse til Jegindø. Halvøen har ca. 75 km kyststrækning og rummer på sine 7.624 ha 3.582 indbyggere, heraf ca. halvdelen i stationsbyen Hvidbjerg. Thybanen og hovedvej 11 går gennem Thyholm.
Den lette adgang til vandvejene og den frugtbare jord på en stor del af halvøen har tidligt tiltrukket befolkning, og Thyholm bærer spor af mennesker tilbage til perioden efter sidste istid, bl.a. er der gravhøje rundt omkring i landskabet.
Thyholm og Jegindø indgår nu i Struer Kommune i Region Midtjylland. Fra 1970 til 2006 var Thyholm Kommune en af de mindste danske kommuner og indgik i Ringkjøbing Amt. Historisk er Thyholm en del af Refs Herred, og indtil 1970 hørte området til Thisted Amt. Thyholm var indtil udgangen af 2006 en del af Ålborg Stift. Ved kommunalreformen 2007 overgik området til Viborg Stift. Dialekten er en afart af thybomål.
Forfatteren Jørgen Thorgaard voksede op på Thyholm og har skildret sin barndoms verden i sine bøger.